# La familia del torero gitano
La familia del torero gitano es un retrato de Ignacio Zuloaga que representa a dos famosos toreros y su familia: Joselito (José Gómez Ortega, también llamado Gallito), y su hermano El Gallo (Rafael Gómez Ortega). La obra fue creada en Sevilla entre 1902 y 1903, luego expuesta en París en 1904, en Roma, Londres, Amberes y Róterdam. 
La pintura se encuentra en la Sociedad Hispánica de Nueva York. También se la conoce como Gallito y su familia. 

## Presentación
Zuloaga fue retratista de toreros además de pintor del toreo del que era un profundo conocedor.  Inscrito en la escuela taurina de Sevilla, en 1897 participó en una novillada de la que se conserva el cartel. 
Tras su matrimonio en París, Zuloaga regresó a Sevilla en 1902, antes de establecerse nuevamente en París en 1906, en un taller del 56 de la rue Caulaincourt.  Pero su lugar de residencia no afecta a su gusto por el toreo. Realizó frecuentes estancias en su país y hasta su muerte produjo gran cantidad de pinturas sobre el tema taurino, destacando Los toreros de La Villita y especialmente Corrida en Éibar, cuadro actualmente conservado en el Museo Carmen Thyssen en Málaga. 

## Descripción
Compuesto a partir de una fotografía, este retrato de grupo familiar está centrado por una mujer madura de cabello ya blanco vestida de oscuro, sentada en una silla. Es la viuda de Fernando Gómez García, famoso torero en la época de Lagartijo y Frascuelo. Ella misma una antigua bailaora de flamenco: Doña Gabriela Ortega Feria. A su lado, un torero sostiene en sus rodillas a Joselito (José Gómez Ortega), este es el hermano mayor del niño: El Gallo (Rafael Gómez Ortega).  El hermano mediano, Fernando, viste de picador. El catálogo de la Sociedad Hispánica describe esta obra como «una magnífica muestra del arte sintético y rítmico del español (…).»